# Les Classiques favoris du piano
Les Classiques favoris du piano sont une série de recueils de partitions de pièces classiques pour piano, publiés à partir de 1916 par les éditions Henry Lemoine, initialement dans la collection Édition nationale française - Panthéon des Pianistes. Les premières éditions sont composées de huit volumes progressifs (classés de « très facile » à « très difficile ») pour le piano à 2 mains, d'un neuvième volume composé uniquement de pièces choisies de Franz Liszt, et de trois volumes (numérotés 10, 11 et 12) pour piano à 4 mains. Les morceaux constituant les recueils ont été (selon la formule de la couverture) « choisis, doigtés, accentués et classés progressivement » par Théodore Lack. Ces recueils ont été abondamment utilisés au cours du vingtième siècle par les professeurs de piano et leurs élèves en France, ainsi que par les pianistes amateurs et autodidactes, et ont été régulièrement réédités, la collection s'enrichissant de quelques volumes annexes (1B, 9B, 9C, 9D, débutants).

## Historique des éditions et popularité
Le volume 1 est publié en mars 1916 (selon la BnF et le catalogue consultable sur le site de l'éditeur) ; les volumes 2 et 3 la même année, les volumes 4 et 5 en 1917, les 6, 7 et 8 en 1918. Le volume 9 (œuvres choisies de Liszt) est publié en 1919 sous le nom 9A. Tous ces recueils sont présentés comme réalisés par Théodore Lack, alors professeur assistant de piano au Conservatoire de Paris. Le contexte de publication est particulier. Selon une brochure historique publiée par l'éditeur lui-même, la collection Édition nationale française a été créée en 1915 à la demande du sous-secrétariat d'État au ministère des Beaux-Arts (alors rattaché au ministère de l'Instruction publique), afin notamment d'éditer sous une forme « accessible et de qualité » des œuvres classiques (notamment allemandes) devenues indisponibles du fait de la première guerre mondiale, mais aussi de promouvoir la musique française. Les éditions Lemoine ayant démontré leur savoir-faire par le succès de leur collection Panthéon des pianistes, elles bénéficient d'importantes subventions publiques à cette période (comme d'autres éditeurs). Le catalogue des Classiques favoris est composé pour l'essentiel d'œuvres déjà publiées au Panthéon des pianistes durant cette période et auparavant. Le rôle de Lack dans la sélection est donc à relativiser, ses choix étant contraints par le catalogue disponible, lié aux choix éditoriaux et commerciaux d'Henry-Félicien Lemoine. Le premier tirage (diffusé à partir de 1919) connaît un succès important.
La collection sera complétée (après la mort de Lack) par les volumes 9B et 9C en 1921, suivis d'un complément (1B) au volume 1 (renuméroté 1A) la même année. Les volumes 10, 11 et 12 (pièces à 4 mains, édités au format à l'italienne avec la partie « prima » en page de droite et « seconda » en page de gauche) sont édités entre 1920 et 1921. Certaines pièces extraites des recueils publiés sont éditées séparément à partir de 1927 dans une collection « Classiques favoris ». Le quatrième volume consacré à Liszt (9D) est publié en 1934, sous la direction d'Eugène Reuchsel.
Une première réédition a lieu volume par volume à partir de 1945. Cette réédition connaît une large distribution, et la quasi-totalité des partitions publiées par l'éditeur contient un extrait de catalogue présentant le sommaire des Classiques favoris. En 1957 la firme Ducretet-Thomson édite une série de disques des Classiques favoris enregistrés par la pianiste Jacqueline Bonneau. Les volumes de partitions sont de nouveau réédités plusieurs fois (en 1960 puis 1980 pour le volume 1A par exemple). Les éditions Lemoine commandent à Jean-Michel Damase une nouvelle série d'enregistrement de l'intégralité des quatre premiers volumes, publiés à partir de 1982, intégrés au catalogue et eux aussi régulièrement réédités (le site de l'éditeur crédite cependant Dominique Merlet comme interprète du volume 1A). Certains morceaux sont retirés des rééditions des années 1980, et en 1989 l'éditeur publie un complément au volume 1A qui réintègre les morceaux supprimés. En 1992 un volume « débutants » est publié, sous la direction de Jacqueline Pouillard et Hervé Charles. L'éditeur publie par ailleurs à partir de 1990 une nouvelle méthode de piano, et à partir de 1994 une autre série de recueils de pièces classiques, plus ouverts sur la musique moderne et plus en adéquation avec les méthodes pédagogiques ayant évolué, sous le titre De Bach à nos jours, toujours sous la direction des mêmes auteurs. En 2025, l'intégralité des volumes publiés reste cependant disponible au catalogue de l'éditeur.
Les recueils, encore souvent présents dans les familles françaises car transmis de génération en génération, restent une référence prisée des pianistes amateurs, et continuent à être utilisés par les professeurs de conservatoire et d'école de musique notamment auprès des élèves en possédant déjà des exemplaires (transmis ou achetés en occasion). Cependant, leur ancienneté fait qu'à l'instar de la Méthode Rose d'Ernest Van de Velde, ces ouvrages ont acquis une image assez dégradée, symboles d'une pédagogie du piano d'un autre temps. Ils sont par exemple évoqués à plusieurs reprises en ce sens dans le roman L'Enfant et le Concerto de Sébastien Balibar. En 2025, le classement des volumes des Classiques favoris parmi les ventes des éditions Lemoine montre qu'ils sont bien moins vendus, par exemple, que les recueils et méthodes de Pouillard et Charles évoqués ci-dessus.

## Composition des recueils

### Vue d'ensemble
Chacun des volumes 1 à 8 contient un avant-propos de Théodore Lack. Celui-ci précise que les morceaux ont été choisis en raison de leur célébrité, et que le texte original en a été « scrupuleusement respecté ». Cette affirmation est à remettre en contexte, les exigences musicologiques de l'époque étant assez éloignées des standards modernes tels qu'on peut les pratiquer dans les éditions de type Urtext. On y trouve par exemple des indications de nuance et de pédale sur des pièces composées pour le clavecin. Les morceaux (notamment les mouvements de sonate ou de suite) sont désignés par des titres parfois originaux, les références aux numéros de catalogue sont rares (surtout dans les premiers volumes) et parfois l'attribution du compositeur est sujette à caution. La liste établie ci-dessous s'appuie sur les sommaires présentés dans les extraits de catalogue des éditions Lemoine présents dans les partitions éditées dans les années 1950 (on n'y trouvera donc pas le volume débutants). On donne en premier lieu le titre (en italiques), puis le compositeur (excepté pour les volumes Liszt), tels que donnés dans les recueils. D'éventuelles remarques et précisions suivent entre parenthèses.
Concernant le corpus établi par Lack et ses éditeurs, on peut remarquer un certain nombre de biais : il n'y a aucun compositeur né après la génération 1810 (Chopin, Liszt, Schumann et Mendelssohn) ni avant Henry Purcell (et la petite pièce de ce compositeur présente dans le volume 1B constitue la seule occurrence du XVIIème siècle), ce qui correspond à la perception des limites de la musique classique à l'époque de composition des recueils. Il n'y a par ailleurs aucune pièce qui ait été composée par une femme. On peut aussi remarquer l'absence de plusieurs écoles nationales (pas de compositeurs russes ni espagnols par exemple), et de façon générale le faible nombre de compositeurs différents dans l'ensemble.

### Volume 1A (39 morceaux «très faciles»)
1. Mélodie — Schumann (Album pour la jeunesse, op. 68, no 1 : Melodie)
2. Bernoise — Kozeluch
3. Sonatine — Beethoven (Sonatine en sol majeur Anh. 5/1 à l'attribution contestée[16], en entier)
4. Rondo — Clementi (2e mouvement Allegro de la Sonatine, op. 36 no 2)
5. Romance — Kozeluch
6. Bagatelle — Beethoven
7. Rondo — Clementi (de la Sonatine, op. 36 no 3)
8. Sonatine — Beethoven (Sonatine en fa majeur, Anh. 5/2 à l'attribution contestée[16], en entier)
9. Écossaise — Hummel (op. 42 no 5)
10. Rondino — Steibelt
11. Marche militaire — Schumann (Album pour la jeunesse, op. 68 no 2 : Soldatenmarsch)
12. Sonatine — Clementi (Sonatine en ut majeur, op. 36 no 1, en entier)
13. Ariette — Cramer
14. Sonatine — Steibelt (en entier)
15. Air suisse — Clementi (de la Sonatine, op. 36 no 5)
16. Rondo — Hummel
17. Ariette — Mozart
18. Sicilienne — Kozeluch
19. Le petit cavalier — Schumann (Album pour la jeunesse, op. 68 no 8 : Wilder Reiter)
20. Rondo vivace — Clementi (2e mouvement Allegro vivace de la Sonatine op. 36 no 4)
21. Valse favorite — Mozart (n°1 des Ländlerische Tänze K. 606 arrangé pour piano)
22. Rondo grazioso — Dussek
23. Le gai laboureur — Schumann (Album pour la jeunesse, op. 68 no 10 : Fröhlicher Landmann, von der Arbeit zurückkehrend)
24. Landler — Steibelt
25. Rondo militaire — Pleyel (Il n'est pas précisé s'il s'agit d'Ignace ou de son fils Camille)
26. Cantabile — Hummel
27. Rondo élégant — Steibelt
28. Danse villageoise — Beethoven
29. Rondo turc — Steibelt
30. Romance — Hummel
31. Sonatine — Diabelli (op. 151 no 1, en entier)
32. Allegretto grazioso — Steibelt
33. Rondo vivace — Kuhlau
34. Minuetto — Dussek
35. Finale — Haydn
36. Sonatine — Kuhlau (Sonatine en ut majeur, op. 20 no 1, en entier)
37. Rondo — Mozart (Rondo en ré majeur, K. 485)
38. Canzonetta — Dussek (Études mélodiques op. 16 no 11)
39. Sonate — Mozart (Sonate pour piano no 16  dite « facile », en ut majeur, K. 545, en entier)

### Volume 1B (40 morceaux «très faciles»)
1. Petite chanson — Schumann (Album pour la jeunesse, op. 68 no 3 : Trällerliedchen)
2. Pastorale — Kozeluch
3. Rondino — Hummel
4. Menuet (1re sonatine) — I. Pleyel
5. Petite petite orpheline — Schumann (Album pour la jeunesse, op. 68 no 6 : Armes Waisenkind)
6. Air cosaque — Kozeluch
7. Thème — Weber
8. Finale (de la 2e sonatine) — Horsley
9. Sicilienne — Schumann (Album pour la jeunesse, op. 68 no 11 : Sizilianisch)
10. Menuet — Czerny
11. Allegretto (de la 2e sonatine) — Clementi (1er mouvement de l'op. 36 no 2)
12. Pièce de clavecin — Purcell
13. Sonatine — Diabelli (op. 168 no 1)
14. Menuet — Bach (BWV Anh. 116 à l'attribution incertaine, extrait des cahiers d'Anna Magdalena Bach)
15. Premier chagrin — Schumann (Album pour la jeunesse, op. 68 no 16 : Erster Verlust)
16. Rondo (de la 5e sonatine) — Clementi (extrait de l'op. 36 no 5)
17. Sonatine — Kuhlau
18. Andantino (de la 6e sonatine) — Horsley
19. Minuetto — Hummel
20. Chant du moissonneur — Schumann (Album pour la jeunesse, op. 68 no 18 : Schnitterliedchen)
21. Alla polacca — Czerny
22. 23e sonate — Haydn (en fait l'op. 14 no 1, Hob XVI:27, en sol majeur)
23. Marche (no 10 du petit livre de clavecin) — Bach (BWV Anh. 122 extrait des cahiers d'Anna Magdalena Bach, probablement dû à C.P.E. Bach)
24. Romance — Czerny
25. Sonatine — Steibelt (Sonate op. 41 no 2, entière)
26. Musette (no 14 du petit livre de clavecin) — Bach (BWV Anh. 126 à l'attribution incertaine, extrait des cahiers d'Anna Magdalena Bach)
27. Chant du berceau — Schumann (no 6 des Albumblätter op. 124, Wiegendliechen)
28. Minuetto — Haydn (de la Sonate op. 41 no 2, Hob XVI:33 en ré majeur)
29. Sonatine — Louis Adam
30. Bagatelle — Beethoven
31. Sonatine — Dussek
32. Impromptu hongrois — Cramer
33. Les tricoteuses — Couperin (no 2 du 23e ordre, Quatrième livre de pièces de clavecin)
34. 10e sonate — Mozart (Sonate pour piano no 10 en ut majeur, K. 330/300h, en entier)
35. Danse villageoise — Beethoven
36. Air écossais — Steibelt
37. Scherzetto — Hummel
38. Sonatine — Moscheles
39. Valse — Beethoven (Valse Anh. 14 no 3, probablement pas de Beethoven[17])
40. Des pays étranges — Schumann (no 1 des Scènes d'enfants, op. 15 : Von fremden Ländern und Menschen)

### Volume 2 (20 morceaux «faciles»)
1. Bagatelle — Beethoven (extrait des Sept Bagatelles, op. 33 no 3)
2. La matinée — Dussek (Sonate en ré majeur op. 25 no 2, 3e mouvement)
3. Air de Chasse — Schumann (Album pour la jeunesse, op. 68 no 7 : Jägerliedchen)
4. Sonatine en sol mineur — Beethoven (Sonate pour piano no 19, op. 49 no 1, en entier)
5. Andante cantabile — Czerny
6. Sonate en ut majeur — Haydn (Hob XVI:35)
7. Allegro giocoso — Dussek (Sonatine en fa majeur op. 20 no 3, 1er mouvement)
8. Allegro gracioso — Schumann (Sonate pour la jeunesse op. 118a, 1er mouvement)
9. Sonatine en sol majeur — Beethoven (Sonate pour piano no 20, op. 49 no 2, en entier)
10. Menuet — Hændel (HWV 516a)
11. Ah ! Vous dirai-je maman ! — Mozart (Variations K. 265/300e sur un air populaire)
12. Invention en la mineur — J.-S. Bach (no 13 des inventions à deux voix, BWV 784)
13. Thème varié — Haydn (Hob XVII:5)
14. Berceuse de poupée — Schumann (Sonate pour la jeunesse op. 118a, 3e mouvement)
15. Le petit rien — Cramer (air varié, premier mouvement du Divertimento M 7.12)
16. Gavotte variée — Hændel (Gavotte con 5 variazioni, extrait de la Suite no 8 de la 2e série, HWV 441)
17. Variations sur le duo de la Molinara — Beethoven (6 variations sur Nel cor più non mi sento, extrait d'un opéra de Paisiello, WoO 70)
18. Le tambourin — Rameau (no 8 du Deuxième livre de pièces de clavecin)
19. Le désir — Beethoven (Valse Anh. 14 no 1, en fait extraite des 36 danses originales op.9, D 365 de Schubert[17])
20. Marche turque — Mozart (Allegretto, Alla turca, finale de la Sonate pour piano no 11 en la majeur, K. 331/300i)

### Volume 3 (30 morceaux «assez faciles»)
1. Valse en fa mineur — Beethoven (Valse Anh. 14 no 2, probablement pas de Beethoven[17])
2. Prélude — J.-S. Bach (précisé no 3 des Petits Préludes & Fugues pour les commençants, en fait BWV 999 composé pour luth)
3. Menuet en si bémol majeur — Mozart (Menuetto I-II de la Sonate pour piano no 4, K. 282/189g)
4. Prélude en sol majeur — Hændel (Allegro extrait de la Suite no 8 de la 2e série, HWV 441)
5. Pastorale — Scarlatti (Sonate K. 9 en ré mineur ; texte assez éloigné des premières éditions)
6. Finale de la 16e sonate — Haydn (Hob XVI:47)
7. Sœur Monique (rondo) — Couperin (no 3 du 18e ordre, Troisième livre de pièces de clavecin)
8. Romance en mi bémol — Mendelssohn (no 2, Andante sostenuto, des Pièces pour enfants op. 72)
9. Gavotte (les moutons) — Martini (extrait de la Sonate op. 2 no 12)
10. Rondo en ut — Beethoven (no 1 des Deux rondos op. 51)
11. Gavotte en sol mineur — J.-S. Bach (Gavotte et Musette de la Suite anglaise no 3 BWV 808)
12. Intermezzo — Mendelssohn (no 5, Allegro assai, des Pièces pour enfants op. 72)
13. Gigue — Hændel (extrait de la Suite no 8 de la 2e série, HWV 441)
14. Gavotte en ré mineur — J.-S. Bach (Gavotte I et II de la Suite anglaise no 6 BWV 811)
15. Ariette et variations — Haydn (Hob XVII:2 ; certaines variations absentes)
16. Souvenir — Mendelssohn (no 4, Andante con moto, des Pièces pour enfants op. 72)
17. Finale de la 12e sonate en fa majeur — Mozart (Sonate pour piano no 12, K. 332/300k, 3e mouvement Allegro assai)
18. Le coucou — Daquin (no 1 de la 3e suite)
19. Impromptu hongrois — Schubert (troisième Moment musical D.780 ; pièce restée populaire sous ce titre)
20. 5e Nocturne — Field (no 5 de l'édition établie par Liszt)
21. Minuetto de la 18e sonate — Beethoven (Sonate no 18 « La Chasse », op. 31 no 3, 3e mouvement)
22. Mazurka en la mineur op. 68 no 2 — Chopin (posthume)
23. Scherzo en si bémol majeur — Schubert (premier des deux Scherzi D. 593)
24. Bagatelle en mi bémol — Beethoven (no 1 des Sept bagatelles op. 33)
25. Dernière pensée musicale — Weber (Une note de bas de page signale que cette « Dernière pensée de Weber » a été en fait composée par « son ami Reissiger ». Il s'agit en effet du no 5 des Danses brillantes op. 26[18])
26. Mazurka op. 7 no 1 — Chopin (en si bémol, première des 4 Mazurkas de l'opus 7)
27. Cantabile - Scarlatti (Sonate K. 544 en si bémol majeur ; certains ornements manquants)
28. Les petits moulins à vent — Couperin (no 2 du 17e ordre, Troisième livre de pièces de clavecin)
29. L'adieu — Dussek (op. 44)
30. Scherzo en ré bémol majeur — Schubert (second des deux Scherzi D. 593)

### Volume 4 (29 morceaux de «petite moyenne force»)
1. La victoire — Rameau (Probable erreur d'attribution car on retrouve cette pièce dans le Deuxième Livre de pièces de clavecin de Jacques Duphly[19])
2. Nocturne no 1 — Field (no 1 de l'édition établie par Liszt)
3. Air varié — Ph.-E. Bach (H. 351)
4. 1re barcarolle en sol mineur — Mendelssohn (Romance sans paroles op. 19 no 6, Venetianisches Gondellied, MWV U 78)
5. Lison dormait, thème varié — Mozart (thème de Dezède : il s'agit des 9 variations sur « Lison Dormait », K. 264/315d)
6. Rêverie — Schumann (Scènes d'enfants, op. 15 no 7 : Träumerei)
7. Scherzo de la 2e sonate — Beethoven (3e mouvement de la Sonate pour piano no 2, op. 2 no 2)
8. Berceuse — Schumann (no 16 des Albumblätter op. 124, Schlummerlied)
9. Passacaille — Hændel (Passacaille et 16 variations, extrait de la Suite no 7 de la 1re série, HWV 432)
10. Valse posthume op. 69 no 1 — Chopin (Valse posthume dite « de l'adieu », dans une version proche de celle de Fontana)
11. Menuet en ré majeur — Beethoven (3e mouvement Minuetto de la Sonate pour piano no 7, op. 10 no 3)
12. Fantasia — Haydn (en ut majeur, Hob XVII:4)
13. Caprice, op. 16 no 1 — Mendelssohn (Fantaisie, no 1 des Trois fantaisies ou caprices op. 16)
14. Presto alla tedesca — Beethoven (1er mouvement de la Sonate pour piano no 25, op. 79)
15. Toccata — Paradisi (2e mouvement Allegro de la sonate VI)
16. Mazurka op. 7 no 2 — Chopin (en la mineur, deuxième des 4 Mazurkas de l'opus 7)
17. Allegro de la sonate op. 8 — Cramer (premier mouvement de la Sonate no 14, M 2.023)
18. 2e barcarolle en fa dièse mineur — Mendelssohn (Romance sans paroles op. 30 no 6, Venetianisches Gondellied, MWV U 110)
19. Capriccio — Scarlatti (Sonate K. 20)
20. L'hirondelle — Daquin (no 6 de la 2e suite)
21. Adagio de la 14e sonate — Beethoven (Adagio sostenuto de la Sonata quasi una fantasia op. 27 no 2 dite « Sonate au Clair de Lune »)
22. Gigue — Scarlatti (Sonate K. 159)
23. Chanson de printemps — Mendelssohn (Romance sans paroles op. 62 no 6, MWV U 161, sans titre)
24. Marche funèbre de la 12e sonate — Beethoven (3e mouvement Marcia funebre sulla morte d'un eroe de la Sonate op. 26)
25. Le rappel des oiseaux — Rameau (no 5 de la Suite en mi mineur du Deuxième livre de pièces de clavecin)
26. Air varié (l'harmonieux forgeron) — Hændel (extrait de la Suite no 5 de la 1re série, HWV 430)
27. Mazurka, op. 24 no 3 — Chopin (en la bémol, troisième des 4 Mazurkas de l'opus 24)
28. Valse en ré bémol — Chopin (Valse op. 64 no 1 dite « du petit chien » ou « Valse minute »)
29. Finale de la sonate op. 50 — Cramer (Parodie en forme de sonate d'après Dussek, M 2.091)

### Volume 5 (24 morceaux de «moyenne force»)
1. Le carillon de Cythère — Couperin (no 7 du 14e ordre, Troisième livre de pièces de clavecin, titre original : Le carillon de Cithère)
2. Adagio de la sonate pathétique — Beethoven (Adagio cantabile, 2e mouvement de la Sonate pour piano no 8, « Grande Sonate Pathétique » , op. 13)
3. Rondo en mi bémol, op. 11 — Hummel
4. Pourquoi ? op. 12 — Schumann (no 3, Warum? des 8 Fantasiestücke op. 12)
5. Scherzo-fantaisie, op. 16 no 2 — Mendelssohn (Scherzo, no 2 des Trois fantaisies ou caprices op. 16)
6. Allegro de la sonate la Parodie, op. 50 — Cramer (Parodie en forme de sonate d'après Dussek, M 2.091)
7. Sérénade — Mendelssohn (Romance sans paroles op. 67 no 6, MWV U 188, sans titre)
8. Valse lente, op. 34 no 2 — Chopin (Valse en la mineur, op. 34 no 2)
9. Allegro de la sonate op. 13 — Hummel (Sonate pour piano no 2)
10. Nocturne en mi bémol, op. 9 — Chopin (no 2 des 3 Nocturnes op. 9, dans une version sobre en ornements)
11. L'égyptienne — Rameau (no 8 de la Suite en sol du Troisième livre de pièces de clavecin)
12. Fantasia — Mozart (Fantaisie en ut mineur, K. 475)
13. Valse brillante, op. 34 no 3 — Chopin (Valse en fa majeur, op. 34 no 3)
14. Moment musical, op. 94 no 2 — Schubert (D. 790)
15. L'orage, rondo pastoral — Steibelt (adapté pour le piano seul par le compositeur de son 3e Concerto pour piano, op. 33)
16. Mazurka en si mineur, op. 33 no 4 — Chopin (quatrième des 4 Mazurkas de l'opus 33)
17. La fileuse — Mendelssohn (Romance sans paroles op. 64 no 2, MWV U 182)
18. Menuet extrait de l'op. 78 — Schubert (3e mouvement de la Sonate pour piano no 18, D. 894)
19. Le soir, op. 12 — Schumann (no 1, Des Abends, des 8 Fantasiestücke op. 12)
20. Concerto italien, 1re partie — Bach (1er mouvement du Concerto nach Italienischem Gusto, BWV 971)
21. Nocturne en fa mineur, op. 55 no 1 — Chopin (premier des Deux nocturnes opus 55)
22. Minuetto de la sonate op. 22 — Beethoven (3e mouvement de la Sonate pour piano no 11)
23. L'oiseau prophète — Schumann (no 7, Vogel als Prophet, des Scènes de la Forêt (Waldszenen) op. 82)
24. Gigue — Scarlatti (Sonate K. 523)

### Volume 6 (17 morceaux «assez difficiles»)
Les catalogues indiquent « 21 morceaux » mais il n'y en a que 17 au sommaire.
1. La chasse, romance sans parole — Mendelssohn (Romance sans paroles op. 19 no 3, MWV U 89, sans titre)
2. Impromptu en la bémol, op. 90 no 4 — Schubert (quatrième Impromptu de la première série, D. 899)
3. Valse en ut dièse mineur — Chopin (Valse op. 64 no 2, surnommée « Valse pure »)
4. Thème et variations de la sonate, op. 26 — Beethoven (1er mouvement Andante con variazioni de la 12e sonate)
5. Impromptu en mi bémol — Schubert (D. 899, no 2)
6. Romance, op. 32 — Schumann
7. Polonaise, op. 26 — Chopin (Polonaise n° 1 en ut dièse mineur)
8. Rondo en mi bémol — Weber (Rondo brillante op. 62)
9. Fantaisie, op. 28 — Mendelssohn
10. Arabesque, op. 18 — Schumann (Arabeske en ut)
11. 2e polonaise, op. 72 — Weber
12. 1er impromptu, op. 29 — Chopin (en la bémol majeur)
13. Romance, op. 28 — Schumann
14. Impromptu et variations, op. 142 — Schubert (no 3 de la deuxième série, D. 935 ; variations sur un thème écrit pour la musique de scène Rosamunde)
15. Mouvement perpétuel — Weber (finale de la première sonate, op. 24)
16. Rondo capriccioso — Mendelssohn (op. 14)
17. Fantaisie-impromptu en ut dièse mineur — Chopin (op. 66, posthume, version Fontana)

### Volume 7 (21 morceaux «difficiles»)
1. Momento-capriccioso op. 12 — Weber
2. Nocturne, op. 15 no 2 — Chopin (deuxième des 3 Nocturnes op. 15)
3. Caprice op. 51 no 3 — Moscheles (troisième des trois études pour piano Allegri di Bravura)
4. Scherzino du Carnaval de Vienne — Schumann (op. 26)
5. L'invitation à la valse — Weber (Invitation à la danse, op. 65)
6. Marche funèbre — Chopin (3e mouvement de la Sonate pour piano no 2, op. 35)
7. Toccata — Clémenti
8. Novelette, op. 21 no 1 — Schumann (no 1, Markiert und kräftig, des Novelletten)
9. Valse, op. 42 — Chopin (Grande Valse nouvelle, op. 42 en la bémol majeur)
10. Fantaisie chromatique — J.-S. Bach (BWV 903)
11. Presto de la Fantaisie op. 28 — Mendelssohn
12. Polonaise en la majeur, op. 40 — Chopin (no 1 des Deux polonaises op. 40, surnommée Polonaise militaire)
13. Larghetto de la fantaisie op. 18 — Hummel
14. Minuetto-caproccioso de la sonate, op. 39 — Weber
15. Berceuse op. 57 — Chopin
16. Gigue — Scarlatti (Sonate K. 96)
17. Dans la nuit, op. 12 — Schumann (no 5, In der Nacht, des 8 Fantasiestücke op. 12)
18. Scherzo a capriccio — Mendelssohn (WoO 3)
19. Finale de la sonate, op. 27 — Beethoven (Presto agitato, finale de la Sonata quasi una fantasia op. 27 no 2, 14e sonate, dite « au Clair de Lune »)
20. Aspiration op. 12 — Schumann (no 2, Aufschwung, des 8 Fantasiestücke op. 12)
21. Scherzo en si bémol mineur, op. 31 — Chopin (Scherzo no 2)

### Volume 8 (15 morceaux «très difficiles»)
1. Sonate, op. 22, 1re partie — Schumann (So rasch wie möglich, 1er mouvement de la Sonate pour piano no 2)
2. Nocturne, op. 48 — Chopin (no 1, en ut mineur, des Deux Nocturnes opus 48)
3. Variations sérieuses, op. 54 — Mendelssohn
4. Impromptu, op. 36 — Chopin (2e Impromptu en fa dièse majeur)
5. Carnaval de Vienne, 1re partie — Schumann (op. 26)
6. Sonate, op. 35, 1re partie — Chopin (1er mouvement de la 2e sonate)
7. Finale de la sonate op. 57 — Beethoven (finale de la Sonate pour piano no 23 dite Appassionata)
8. Novelette, op. 24 no 4 — Schumann (no 4, Ballmässig, des Novelletten)
9. Polonaise en la bémol, op. 33 — Chopin (Polonaise « héroïque »)
10. Sonate op. 39, 1re partie — Weber
11. Sonate op. 111, 1re partie — Beethoven (1re mouvement de la dernière sonate de Beethoven)
12. Ballade, op. 23 — Chopin (1re Ballade)
13. Sonate, op. 81, 1re partie — Hummel (Allegro de la Sonate pour piano no 5)
14. Fantaisie, op. 17, 1re partie — Schumann
15. Fantaisie, op. 49 — Chopin

### Volumes Liszt
- Volume 9A (Liszt, œuvres choisies, T. D.)

1. Le rossignol (mélodie russe) — (Extrait des Deux mélodies russes S. 250, d'après une mélodie d'Aliabiev)
2. Cantabile (no 3 des consolations) — (Les titres donnés dans ces volumes aux Consolations S. 172 ne sont pas de Liszt)
3. Valse caprice d'après Schubert — (Extrait des Soirées de Vienne S. 427)
4. Nocturne (no 3 des chants d'amour) — (Les « chants d'amour » sont les Liebestraüme S. 541 ; celui-ci est le célèbre « Rêve d'amour », version piano seul d'un lied donnant son nom au recueil)
5. Saint François d'Assise (la prédication aux oiseaux, légende) — (la première des Deux légendes S. 354)
6. Mélodie hongroise no 3
7. Un sospiro — (no 3 des Trois études de concert S. 144)
8. Ronde des lutins — (Gnomenreigen, no 2 des 2 Études de concert S. 145)
9. Dans les bois — (Waldesrauschen, no 1 des 2 Études de concert S. 145)
10. Rapsodie hongroise no 11 — (Rhapsodie hongroise S. 244/11 ; l'orthographe Rapsodie sans h est un choix de l'éditeur)
11. Au bord d'une source — (Années de pèlerinage, Première année : Suisse, S. 160, no 4)
12. La campanella — (no 3 des Six études d'après Paganini S. 141, d'après le finale du concerto pour violon no 2 de Paganini)
13. Rapsodie hongroise no 12 — (S. 244/12)
14. Les jeux d'eaux à la villa d'Este — (Années de pèlerinage, Troisième année, S. 163, no 4)
15. Polonaise no 2 — (S. 223/2)
16. Méphisto-valse — (Il s'agit de la première des quatre, S. 514)
17. Rapsodie hongroise no 2 — (S. 244/2)

- Volume 9B (Liszt, œuvres choisies, T. D.)

1. Arioso (no 2 des consolations) — (S. 172)
2. Valse caprice (d'après Schubert)
3. Nocturne (no 1 des chants d'amour) — (S. 541/1)
4. Rapsodie hongroise no 8 — (S. 244/8)
5. À ma fiancée (mélodie de Schumann)
6. Wohin ? (mélodie de Schubert) — (des Six Mélodies favorites de La belle meunière — S.565)
7. Bacchanale (no 4 des chants polonais de Chopin) — (S. 480/4)
8. Harmonies du soir — (no 11 des Douze études d'exécution transcendante, S. 139)
9. La regata veneziana (d'après Rossini) — (extrait des transcriptions S. 424 des Soirées musicales)
10. Ricordanza — (no 9 des Douze études d'exécution transcendante, S. 139)
11. Chœur des fileuses (du Vaisseau fantôme de R. Wagner) — (transcription d'opéra)
12. Andantino grazioso (no 5 des consolations) — (S. 172)
13. Rapsodie hongroise no 3 — (S.244/3)
14. Les cloches de Genève (des années de pélerinage) — (Années de pèlerinage, Première année : Suisse, S. 160, no 9)
15. Valse-impromptu — (S. 213)
16. Rapsodie hongroise (héroïco-élégiaque) — (Rhapsodie hongroise no 5, S. 244/5, sous-titrée Héroïde-élégiaque)
17. Saint François de Paule marchant sur les flots — (la seconde des Deux légendes S. 354)

- Volume 9C (Liszt, œuvres choisies, T. D.)

1. Nocturne (no 2 des chants d'amour) — (S. 541/2)
2. Valse caprice no 9 d'après Schubert
3. Les ailes du chant (mélodie de Mendelssohn) — (S. 547)
4. Valse oubliée — (extraite de S. 215)
5. Rapsodie hongroise (marche de Rakoczy) — (Rhapsodie hongroise no 15, S. 244/15, sous-titrée Marche de Rákóczi)
6. Cantilena (no 6 des consolations) — (S. 172)
7. Feux-follets — (no 5 des Douze études d'exécution transcendante, S. 139)
8. Le roi des aulnes (mélodie de Schubert) — (extrait des transcriptions S. 560 du cycle Schwanengesang)
9. Souhaits d'une jeune fille (no 1 des chants polonais de Chopin) — (S. 480/1)
10. Rapsodie hongroise no 13 — (S. 244/13)
11. Berceuse — (S. 174)
12. La leggiereza — (no 2 des Trois études de concert S. 144)
13. Rapsodie hongroise no 14 — (S. 244/14)
14. Romance de l'étoile (du Tannhäuser de Wagner)
15. Galop chromatique — (S. 219)

- Volume 9D (Liszt, œuvres choisies, T. D., édition revue et doigtée par E. Reuchsel)

1. Paysage (3e étude transcendante : 1er livre) — (Douze études d'exécution transcendante, S. 139)
2. Mazeppa (4e étude transcendante : 1er livre) — (S. 139)
3. Eroica (7e étude transcendante : 1er livre) — (S. 139)
4. Impromptu en fa dièse majeur — (S. 191)
5. Lamento (no 2 des trois caprices poétiques)
6. Ballade en si mineur — (Ballade no 2, S. 171)
7. Le lac de Wallenstadt (années de pélerinage : la Suisse) — (Années de pèlerinage, Première année : Suisse, S. 160, no 2)
8. Vallée d'Obermann (années de pélerinage : la Suisse) — (Années de pèlerinage, Première année : Suisse, S. 160, no 6)
9. Canzonetta del Salvator Rosa (années de pélerinage : Italie) — (Années de pèlerinage, Deuxième année : Italie, S. 161, no 3)
10. Sposalizio (années de pélerinage : Italie)  — (Années de pèlerinage, Deuxième année : Italie, S. 161, no 1)
11. Dixième étude transcendante en fa mineur (2e livre) — (S. 139)
12. Cinquième étude (Il flauto) d'après Paganini — (no 5 « La Chasse » des Six études d'après Paganini S. 141 , d'après son 9e caprice)
13. Évocations (no 1 des consolations) — (S. 172)
14. Chant élégiaque (no 4 des consolations) — (S. 172)
15. Funérailles (des Harmonies poétiques et religieuses) — (S. 173)
16. Pensées des morts (des Harmonies poétiques et religieuses) — (S. 173)
17. Fantaisie et fugue sur B. A. C. H. — (Fantasie und Fuge über das Thema B-A-C-H, S. 260, originellement pour orgue)
18. La mort d'Iseult (Wagner) — (Isoldes Liebestod, transcription de l'air final de l'opéra Tristan und Isolde de Richard Wagner)
19. Dixième rapsodie — (Rhapsodie hongroise no 10, S. 244/10, sous-titrée Preludio)

### Volumes quatre mains
- Volume 10 (21 morceaux originaux à 4 mains) :

1. Le jour de Fête, marche, de l'op. 85 — Schumann (extrait des Douze duos pour piano à quatre mains)
2. Finale de la sonate, op. 19 — Kozeluch
3. Minuetto, de l'op. 3 — Weber (extrait des Six petites pièces op. 3)
4. Danse des Ours, de l'op. 85 — Schumann
5. Sonatine, op. 150 no 1 — Diabelli (Allegro moderato et Rondo)
6. Marche, de l'op. 3 — Weber
7. Sonatine, op. 44 no 1 — Kuhlau (Allegro et Rondo)
8. Chanson dans le Jardin, op. 85 — Schumann
9. Sonate, op. 6 — Beethoven (en entier)
10. Ronde, de l'op. 85 — Schumann
11. Sonate no 2 en si bémol  — Mozart (K. 358/186c, en entier)
12. Marche militaire, op. 51 no 1 — Schubert (1re des Marches militaires D. 733)
13. Sonatine, op. 3 — Weber
14. Cache-cache, de l'op. 85 — Schumann
15. Marche militaire, op. 51 no 2 — Schubert (D. 733)
16. Rondo, de l'op. 3 — Weber
17. Larghetto de la sonate, op. 48 — Dussek
18. À la fontaine, de l'op. 85 — Schumann
19. Sonate no 3 en ré majeur — Mozart (K. 381/123a, en entier)
20. Sicilienne, op. 60 no 5 — Weber (extrait des Huit pièces op. 60)
21. Six variations sur un lied — Beethoven (op. 74, sur Ich denke dein)

- Volume 11 (13 morceaux originaux à 4 mains) :

1. 1re Polonaise, op. 75 no 1 — Schubert (D. 599)
2. Andantino grazioso, op. 10 no 1 — Weber (extrait des Six pièces op. 10)
3. Rondo, de la 3e sonate op. 37 — Diabelli
4. Minuetto - J.-Ch. Bach
5. Allegro de la 2e sonatine — Kuhlau
6. Bal d'enfants, 4 pièces, op. 130 — Schumann (Kinderball)
7. Rondo op. 60 no 8 — Weber
8. Variations sur un thème de Waldstein — Beethoven (op. 67)
9. Mazurka, op. 4 no 10 — Weber
10. 4e Sonate — Clementi
11. Marche caractéristique op. 121 no 1 — Schubert (D. 968B)
12. Promenade op. 109 no 6 — Schumann (Ballszenen)
13. 5e Sonate en ut majeur — Mozart (K. 521, en entier)

- Volume 12 (15 morceaux originaux à 4 mains) :

1. Marche, op. 45 no 1 — Beethoven (3 Marches op. 45)
2. Pièce op. 60 no 1 — Weber
3. Polonaise op. 61 no 3 — Schubert
4. Rondo, de la 3e sonatine — Kuhlau
5. Pièce op. 60 no 3 — Weber
6. Marche, op. 45 no 2 — Beethoven
7. Reflets d'orient op. 66 no 1 — Schumann (Bilder aus dem Osten)
8. Suite de valses op. 33 — Schubert (des 12 danses allemandes et 2 écossaises D. 783)
9. 2e sonate — Clementi
10. Pièce op. 60 no 4 — Weber
11. Marche, op. 45 no 3 — Beethoven
12. Tyrolienne variée — Hummel
13. Marche héroïque op. 40 no 1 — Schubert (1re des Six grandes marches D. 819)
14. 4e sonate — Mozart (en fa, K. 497, en entier)
15. Scènes de bal (quatre pièces) — Schumann (extraits des Ballszenen op. 109)